# Нгарка-Есетаяха
Нгарка-Есетаяха (устар. Арка-Есета-Яха) — река в России, протекает по территории Пуровского района Ямало-Ненецкого автономного округа. Устье реки находится в 48 км по левому берегу реки Есетаяхи. Длина реки — 66 км.

### Притоки (км от устья)
- 22 км: Сидяяха (лв)
- 45 км: Пидейяха (пр)

## Данные водного реестра
По данным государственного водного реестра России относится к Нижнеобскому бассейновому округу, водохозяйственный участок реки — Пур, речной подбассейн реки — подбассейн отсутствует. Речной бассейн реки — Пур.